# Cocherel
Cocherel is een gemeente in het Franse departement Seine-et-Marne (regio Île-de-France) en telt 553 inwoners (2004). De plaats maakt deel uit van het arrondissement Meaux.

## Geografie
De oppervlakte van Cocherel bedraagt 8,3 km², de bevolkingsdichtheid is 66,6 inwoners per km².
De onderstaande kaart toont de ligging van Cocherel met de belangrijkste infrastructuur en aangrenzende gemeenten.

## Demografie
Onderstaande figuur toont het verloop van het inwonertal (bron: INSEE-tellingen).